# Гонсалес, Хусто
Ху́сто Л. Гонса́лес (англ. Justo L. González; род. 9 августа 1937, Гавана, Куба) — кубинско-американский методистский историк, теолог и пастор. Один из ведущих представителей испанской теологии и один из первых латиноамериканских протестантских теологов. Автор двухтомного учебника «История христианства» и трёхтомного учебника «История христианской мысли», охватывающих церковную историю от истоков до наших дней.
Его жена, Кэтрин Гансалус Гонсалес, профессор-эмерит церковной истории Колумбийской теологической семинарии, писатель и пресвитерианский пастор.

## Биография
Родился 9 августа 1937 года в Гаване.
В 1958 году получил в Йельской школе богословия Йельского университета магистра священной теологии, в 1960 году магистра гуманитарных наук и в 1961 году доктора философии по исторической теологии.
Восемь лет преподавал в Евангелической семинарии Пуэрто-Рико. Затем ещё восемь лет был преподавателем в Кэндлерской теологической школы Университета Эмори.
В настоящее время адъюнкт-профессор истории в Колумбийской теологической семинарии и в Межденоминационном теологическом центре.
Был членом Риограндской конференции Объединённой методистской церкви.
Вместе с мексиканоамериканским методистским пастором Роем Бартоном учредил первый научный журнал Apuntes, издаваемый и Перкинской теологической школой Южного методистского университета и посвящённый латиноамериканской теологии.
Кроме того является одним из создателей Ассоциации испанского теологического образования (исп. La Asociación para la Educación Teológica Hispana), где дважды избирался председателем исполнительного совета. Был первым директором экуменической программы по теологии и религии «Испанская летняя программа»(англ. Hispanic Summer Program), а также способствовал созданию «Испанской теологической инициативы» (англ. Hispanic Theological Initiative).
Выступал в качестве основного лектора в курсе видеоуроков для верующего христианина, выпущенного издательством Cokesbury.
В 2005 году в честь Гонсалеса под редакцией вице-президента по научным вопросам Западной теологической семинарии Алвина Падилла и профессора Теологической семинарии Гордона — Конвелла Элдина Виллафани был издан юбилейный сборник Hispanic Christian Thought at the Dawn of the 21st century: Apuntes in Honor of Justo L. González (Nashville: Abingdon Press, 2005) со статьями латиноамериканских римско-католических и протестантских теологов, историков и библеистов.
Лауреат экуменической премии Вашингтонского теологического консорциума за экуменическую работу, целью которой является объединение церквей различных течений христианства.

## Научные труды
- González Justo L. Historia del pensamiento cristiano. Editorial Clie, 1965. 397 p.
- González Justo L. The Development of Christianity in the Latin Caribbean. W. B. Eerdmans Publishing Company, 1969. 136 p.
- González Justo L. La era de los mártires. Editoral Caribe, 1978. 189 p.
- González Justo L. La era de los gigantes. Editorial Caribe, 1978. 182 p.
- González Justo L. La era de las tinieblas. Editorial Caribe, 1978. 199 p.
- González Justo L., Gonzalez Catherine G.[англ.] Rejoice in Your Savior: A Study for Lent-Easter. Graded Press, 1979. — 72 p.
- González Justo L. The Early Church to the Dawn of the Reformation. Harper & Row, 1984. 429 p.
- González, Justo L (1984), The Story of Christianity, vol. One: The Early Church to the Reformation, Harper Perennial, ISBN 0-06-063315-8 {{citation}}: |format= требует |url= (справка).
- ——— (1985), The Story of Christianity, vol. Two: The Reformation to the Present Day, Harper Perennial, ISBN 0-06-063316-6 {{citation}}: |format= требует |url= (справка).
- González Justo L. A History of Christian Thought. Volume I: From the Protestant Reformation to the twentieth century. Abingdon Press, 1987. — 498 p.
- González Justo L. A History of Christian Thought Volume II: From Augustine to the Eve of the Reformation. Abingdon Press, 2010. 231 p.
- González Justo L. The Crusades: Piety Misguided. Graded Press, 1988. — 64 p.
- González Justo L. Monasticism: Patterns of Piety. Graded Press, 1988. — 64 p.
- González Justo L. Faith and Wealth: A History of Early Christian Ideas on the Origin, Significance, and Use of Money. Harper & Row, 1990. 240 p.
- González Justo L. Christian Thought Revisited: Three Types of Theology. Abingdon Press, 1989. 185 p.
- González Justo L. Mañana: Christian Theology from a Hispanic Perspective. Abingdon Press, 1990. 184 p.
- González Justo L. Each in Our Own Tongue: A History of Hispanics in United Methodism. Abingdon Press, 1991. 176 p.
- González Justo L. Out of Every Tribe and Nation: Christian Theology at the Ethnic Roundtable. Abingdon Press, 1992. 128 p.
- González Justo L. Voces: Voices from the Hispanic Church. Abingdon Press, 1992. 171 p.
- González Justo L., Gonzalez Catherine G.[англ.]. The Liberating Pulpit. — Abingdon Press, 1994. — 123 p..
- González Justo L. When Christ Lives in Us: A Pilgrimage of Faith. Abingdon Press, 1995. 96 p.
- González Justo L. Santa Biblia: The Bible through Hispanic Eyes. Abingdon Press, 1996. 123 p.
- González Justo L. ¡Alabadle!: Hispanic Christian Worship. Abingdon Press, 1996. 133 p.
- González Justo L. Church History: An Essential Guide. Abingdon Press, 1996.
- González Justo L. Tres meses en la escuela de Patmos: estudios sobre el Apocalipsis. Abingdon Press, 1997. 168 p.
- González Justo L. Juan Wesley: herencia y promesa. Publicaciones Puertorriqueñas Editores, 1998. 120 p.
- González Justo L. Tres meses en la escuela de Juan: estudios sobre el Evangelio de Juan. Abingdon Press, 1998. 168 p.
- ———, Christian Thought Revisited: Three Types of Theology (1999).
- González Justo L. For the Healing of the Nations: The Book of Revelation in an Age of Cultural Conflict. Orbis Books, 1999. 117 p.
- ——— (1999), The Story of Christianity: The Early Church to the Present Day (2nd complete in one volume ed.), Peabody, MA: Prince Press, ISBN 1-56563-522-1.
- González Justo L. Mark’s Message: Good News for the New Millennium. Abingdon Press, 2000. 71 p.
- González Justo L. Acts: The Gospel of the Spirit. Orbis Books, 2001. 291 p.
- ———, The Changing Shape of Church History (2002).
- González Justo L. Three Months with Matthew. Abingdon Press, 2002. 159 p.
- González Justo L. Historia de la Reforma. Editorial Unilit, 2003. 307 p.
- González Justo L. Three Months with Revelation. Abingdon Press, 2004. 184 p.
- González Justo L. Jesus Calls. Abingdon Press, 2004. 102 p.
- González Justo L. Essential Theological Terms. — Westminster John Knox Press[англ.], 2005. — 187 p..
- González Justo L. A Concise History of Christian Doctrine. Abingdon Press, 2005. 220 p.
- González Justo L. Hechos. Augsburg Fortress, 2006. 181 p.
- González Justo L. Three Months with Paul. Abingdon Press, 2006. 171 p.
- González Justo L. Para la Salud de Las Naciones: El Apocalipsis en Tiempos de Conflicto Entre Culturas. Editorial Mundo Hispano, 2006. 127 p.
- González Justo L., Elizondo Virgilio P.[англ.] Who Is My Neighbor?: Christian Faith and Social Action. Abingdon Press, 2006. 112 p.
- González Justo L., Elizondo Virgilio P.[англ.] Go and Do Likewise: Studies on Christian Faith and Social Action. Abingdon Press, 2006. 112 p.
- ———, The Apostle's Creed for Today (2007).
- González Ondina E., González Justo L. Christianity in Latin America: A History. New York: Cambridge University Press, 2007. — 331 p.
- Jiménez Pablo A., González Justo L. Manual de homilética hispana. Editorial Clie, 2008. — 154 p.
- González Justo L., Gonzalez Catherine G.[англ.] Heretics for Armchair Theologians. Westminster John Knox Press[англ.], 2008.
- González Justo L. Luke Westminster John Knox Press[англ.], 2010. 376 p.
- González Justo L. Introducción a la historia de la iglesia. Abingdon Press, 2011. 168 p.
- González Justo L. Atos: O evangelho do Espírito Santo. HAGNOS, 2011. 356 p.
- González Justo L. The Changing Shape of Church History. Chalice Press, 2012. 168 p.
- González Ondina E., González Justo L. Nuestra Fe: A Latin American Church History Sourcebook. Abingdon Press, 2014. 239 p.
- González Justo L. The History of Theological Education. Abingdon Press, 2015. 176 p.
- ———, The Story Luke Tells: Luke's Unique Witness to the Gospel (2015).
- González Justo L. Three Months With the Spirit. Abingdon Press, 2015. 124 p.
- González Justo L. Creation: The Apple of God’s Eye. Abingdon Press, 2015. 112 p.
- González Justo L. A Brief History of Sunday: From the New Testament to the New Creation. Wm. B. Eerdmans Publishing, 2017. — 176 p.

переводы на русский язык
- Гонсалес Х. Л. История христианства. Том 1: От основания Церкви до эпохи Реформации. — 2-е изд.. — Библия для всех, 2003. — Т. 1. — 378 с. — 3000 экз. — ISBN 5-7454-0809-X.
- Гонсалес Х. Л. История христианства. Том 2: От эпохи Реформации до нашего времени. — 2-е изд.. — Библия для всех, 2003. — Т. 2. — 400 с. — 3000 экз. — ISBN 5-7454-0770-0.